# آرثر تايلر (متزلج جماعي)
آرثر تايلر (بالإنجليزية: Arthur Tyler)‏ هو متزلج جماعي أمريكي، ولد في 26 يوليو 1915 في أوتيكا في الولايات المتحدة، وتوفي في 23 أغسطس 2008 في هندرسون في الولايات المتحدة.

## وصلات خارجية
- آرثر تايلر على موقع أوليمبيديا (الإنجليزية)